# Pelopsia
La pelopsia è un disturbo neurologico che porta ad un'errata visione degli oggetti intorno a sé, che tendono apparire più vicini di quanti essi realmente siano.
Il disturbo opposto è chiamato telopsia, sempre di natura neurologica, e che consiste nel vedere gli oggetti più lontani di quanto essi realmente siano.
Spesso si trova citata assieme alla teicopsia, altro disturbo della vista che comporta invece la formazione di chiazze sfuocate che vanno a coprire il campo visivo (simile a come quando si guarda il sole e rimane nel campo visivo una macchia colorata).

## Cause
Le cause che portano a questi disturbi sono poco note e si risale dai sintomi alla causa principalmente a livello empirico, analizzando la propria situazione nei momenti precedenti all'insorgere del disturbo. Tra di essi si ricordano l'esposizione a forti fasci luminosi accecanti o semplicemente l'inefficiente comunicazione del nervo ottico.